# ルイ・ド・フランス (1707-1712)
ルイ・ド・フランス（Louis de France, 1707年1月8日 - 1712年3月8日）は、ブルボン朝時代のフランスの王族。ブルターニュ公。約3週間だけ王太子（ドーファン）の地位にあった。ルイ14世王の曾孫、ルイ15世王の兄。
ブルゴーニュ公ルイ（ルイ14世の嫡男グラン・ドーファンの長男）とその妻でサルデーニャ王ヴィットーリオ・アメデーオ2世の娘であるマリー・アデライードの間の第2子、次男として生まれた。1712年2月に母、次いで父が麻疹に罹って相次いで死去した際、父から王太子の地位を引き継いだ。しかし自らも両親から麻疹に感染しており、発病してわずか5歳で死去した。遺骸は王家の墓所サン＝ドニ大聖堂に葬られた。3歳年下の弟アンジュー公（ルイ15世）が次の王太子となった。